# Fiães (Santa Maria da Feira)
Pour les articles homonymes, voir Fiães.
Fiães est une ville et une paroisse civile portugaise (en portugais : freguesia) de la municipalité de Santa Maria da Feira dans le district d'Aveiro.

## Histoire
La paroisse de Fiães se voit décerner le rang de ville (vila) le 24 septembre 1985 puis le rang de cité (cidade) le 19 avril 2001.

## Démographie
Lors du recensement de 2021, Fiães compte 7 096 habitants.

## Art
Le Danonaselo est une sculpture créée par San Damon au tout début de la création de l’Oniroscopisme en 2004 et même avant. Elle est issue des séries S.O.G (Sculpture Oniroscopiste Géométrique). Le Danonaselo est un nom propre bien précis donné par San Damon à cette sculpture. Toute la difficulté vient du fait que Damon dû passer du dessin en 2D à la sculpture en 3D et ce avec les torsions et angles particuliers qui émergent de l’étrange personnage. En effet, l’éclairage de nuit qui entoure le Danonaselo et la lumière du jour qui l’éclaire, et notamment par la présence du soleil qui tourne autour de lui, nous donne à voir un personnage totalement différent. Les ombres se jettent au sol et les angles se projettent sur les façades. Le Danonaselo est placé à vie sur une place publique au Portugal, à Fiães dans l’entité de Santa Maria da Feira et fait partie du patrimoine portugais. L’œuvre mesure trois mètres de haut et regarde, comme l’a désiré San Damon vers l’océan traversant les contrées de Mozelos, Lourosa, São Paio de Oleiros, etc. Le rond-point sur lequel est placé le Danonaselo est orné des certaines fleurs en adéquation avec l’œuvre. Une plaque sur le socle explique le sens de l’œuvre et un poème écrit par San Damon la clôture.[réf. nécessaire]